# Карл Макленбург-Шверински
Карл Август Христиан Макленбург-Шверински (на немски: August Christian Herzog zu Mecklenburg-Schwerin) е германски принц, херцог. Руски офицер, генерал-лейтенант.

## Биография
Карл Макленбург-Шверински е роден на 2 юли 1782 г. в Людвигслуст, Германия. Семейството е на херцог Фридрих Франц Макленбург-Шверински. По майчина линия е племенник на император Александър I. Ориентира се към военното поприще. Приет е на служба в Руската армия с военно звание капитан и е зачислен в лейбгвардейския Преображенски полк през септември 1798 г. Повишен е във военно звание полковник с назначение за командир на батальон в същия полк (1799).
Начначен е за почетен командир на Московския гренадирски полк с повишение във военно звание генерал-майор през юни 1800 г.
Участва във войната на четвъртата антинаполеоновска коалиция срещу Франция (1806 – 1807). Бойното му кръщене е в битката при Прейсиш-Ейлау. Отличава се в битките при Хутщад и Хайлсберг. При последната битка е ранен. Награден е с орден „Свети Георги“ III степен (1807).
Участва в Руско-турската война от 1806 – 1812 г. Проявява се в битките при Браила, Гюргево, село Татарица, Базарджик, Шумен, Никопол и при второто превземане на Ловеч на 31 януари 1811 г. За превземането на Базарджик е награден със златно оръжие „За храброст“ (1810). Назначен е за командир на 1-ва бригада от 2-ра гренадирска дивизия (1812).
В отразяването на нападението на Наполеон Бонапарт срещу Русия е командир на 2-ра гренадирска дивизия. Бие се храбро в битките при Смоленск, Шевардино, Бородино, Малоярославец и Красно (1812). В битката при Шевардино е ранен отново. За отличие е повишен във военно звание генерал-лейтненат на 31 октомври 1812 г.
Назначен е за кратко за командир на 3-ти пехотен корпус (1813).
Участва във войната на Шестата антинаполеоновска коалиция срещу Франция (1813 – 1814). Назначен е отново за командир на 2-ра гренадирска дивизия. Бие се храбро в битките при Люцен, Бауцен, Дрезден, Кулм и Лайпциг (1813), Бриен, Ла-Ротер, Арси-сюр-Об, Лаон и Париж (1814). Награден е с орден „Свети Александър Невски“.
След войната излиза в оставка, завръща се в Германия и живее в родовото си имение. Умира на 10 май 1833 г. в Людвигслуст, Германия.